# Roger Daltrey

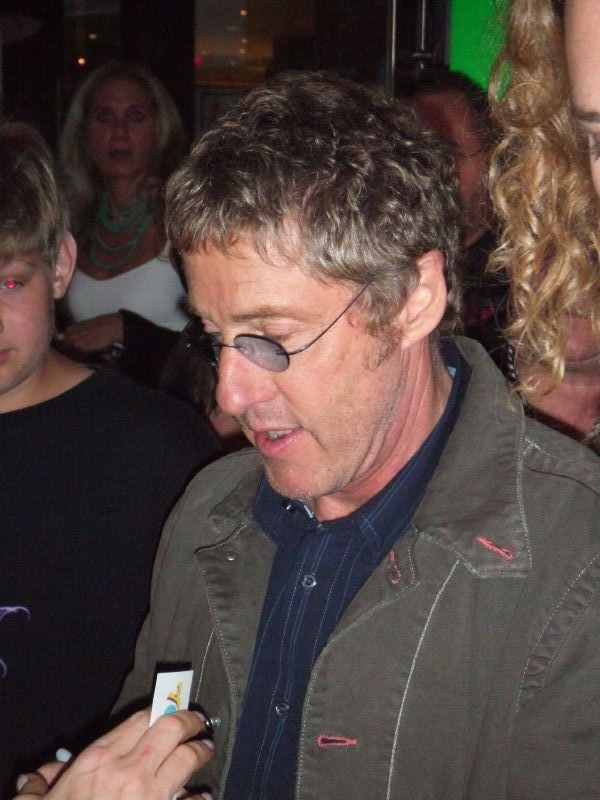
Roger Daltrey 2005.

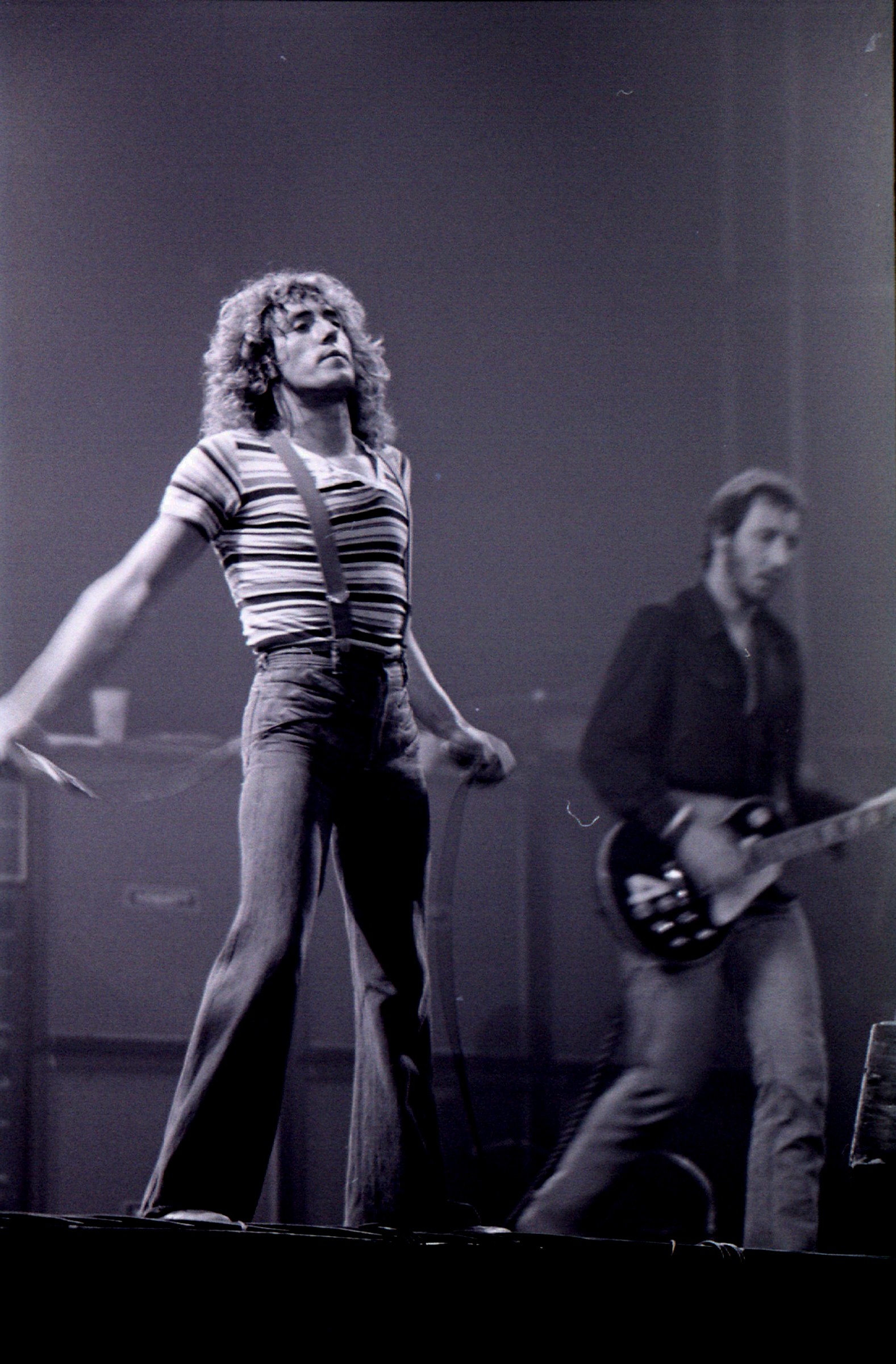
Roger Daltrey tillsammans med Pete Townshend på scen 1976.

Roger Harry Daltrey CBE, född 1 mars 1944 i Hammersmith i London, är en brittisk rocksångare, musiker och skådespelare.
Roger Daltrey är sångare i rockgruppen The Who. Han är känd för att slänga hysteriskt med mikrofonen under liveframträdanden. Han spelade huvudrollen i filmversionen av rockoperan Tommy 1975 och har sedan dess gjort ytterligare ett 30-tal roller i olika filmer och TV-serier. Än idag är Daltrey aktiv musikaliskt och fortsätter tillsammans med Pete Townshend att turnera som The Who. Han har även sedan början av 70-talet haft en framgångsrik karriär som soloartist.

## Uppväxt
Roger Daltrey föddes i stadsdelen Hammersmith men växte upp i Acton, samma grannskap där Pete Townshend och John Entwistle växte upp. Hans föräldrar heter Irene och Harry, och hans två syskon Gilian och Carol. När Daltrey var tre år gammal svalde han en rostig spik som de var tvungna att akut operera bort från magen; det är därför Roger har ett synligt ärr på magen. 
När Daltrey blev äldre började han på skolan Acton County Grammar School där han träffade sina blivande arbetskamrater Pete Townshend och John Entwistle. Lärare förutspådde att Daltrey skulle få en ljus framtid eftersom han skötte sig mycket bra i skolan, men allt vände efter att han hade börjat röka – han blev plötsligt den stygge grabben eftersom han blev avstängd just på grund av rökningen. Daltreys föräldrar ville att han skulle börja studera på universitetet men han ville inte eftersom han blev en "skolrebell", istället valde han rock 'n' rollen.
Daltrey gick med i bandet The Detours som sångare men blev senare gitarrist. Daltreys första riktiga gitarr var en Epiphone från 1959 som han fick av sin far. Några år senare jobbade Daltrey som plåtslagare på dagen och med bandet på kvällen, med bandet brukade han spela på bröllop, klubbar och pubar. Efter att många i bandet hoppat av bjöd Roger in basisten John Entwistle till bandet och John bjöd senare in Pete Townshend. Nu fanns det helt plötsligt två gitarrister och ingen sångare så Daltrey gick från att vara sångare till att vara gitarrist och sen sångare igen. Nu fanns Roger, Pete Townshend, John Entwistle och Doug Sandom med i bandet, men även Doug hoppade av efter ett tag. Lite senare kom Keith Moon på plats som trummisen i bandet.

## Diskografi

### Solo
- 1973 – Daltrey
- 1975 – Ride a Rock Horse
- 1975 – Lisztomania (soundtrack)
- 1977 – One of the Boys
- 1980 – McVicar (soundtrack)
- 1982 – Best Bits (samlingsalbum)
- 1984 – Parting Should Be Painless
- 1985 – Under a Raging Moon
- 1987 – Can't Wait to See the Movie
- 1992 – Rocks in the Head
- 1997 – Martyrs & Madmen (samlingsalbum)
- 2005 – Moonlighting (samlingsalbum)
- 2018 – As Long as I Have You

## Filmografi (urval)
- 1975 – Tommy
- 1975 – Lisztomania
- 1978 – Arvet
- 1980 – McVicar
- 1991 – Om blickar kunde döda
- 1993–1998 – Highlander (TV-serie) (sju avsnitt)
- 1994 – Lightning Jack
- 1996 – Vampirella
- 1998 – Like It Is
- 1999 – The Magical Legend of the Leprechauns
- 1999–2000 – Rude Awakening (TV-serie) (fem avsnitt)
- 2000 – Dark Prince: The True Story of Dracula
- 2000 – Simpsons (TV-serie) (ett avsnitt)
- 2001–2002 – Witchblade (TV-serie) (två avsnitt)
- 2002 – .com for Murder
- 2002 – That '70s Show (TV-serie) (ett avsnitt)
- 2006 – Johnny Was
- 2006 – CSI: Crime Scene Investigation (TV-serie) (ett avsnitt)
- 2012 – Once Upon a Time (TV-serie) (ett avsnitt)